# Dimitri Arakichvili
Dimitri Ignatievich Arakichvili, (en géorgien : დიმიტრი არაყიშვილი), né le 11 février 1873 à Vladikavkaz et mort le 13 août 1953 à Tbilissi, est un compositeur et ethnomusicologue géorgien.

## Biographie
Dimitri Arakichvili naquit à Vladikavkaz en Ossétie-du-Nord-Alanie sous domination de l'Empire russe. Il a d'ailleurs russifié son nom en "Dimitri Ignatievich Arakchiev" (en russe: Димитрий Игнатьевич Аракчиев).
Dimitri Arakichvili est un musicien qui est à la base du renouveau de la musique géorgienne. En 1901, il étudie à l'école d'art dramatique de Moscou. Il a eu comme professeur de musique le compositeur Alexandre Gretchaninov et le violoniste Willem Kes. De 1901 à 1908, il s'intéresse particulièrement à la musique folklorique de la Géorgie. De 1908 à 1912, il est le rédacteur en chef du magazine "Muzika i zhizn". En 1917, il est étudiant à l'institut d'archéologie de Moscou. Pendant la Révolution d'Octobre, il participe à la création du "Conservatoire populaire de Moscou".
En 1918, avec l'évènement de l'indépendance de la République démocratique de Géorgie, Dimitri Arakichvili regagne son pays natal et s'installe à Tbilissi. Il participe activement à la fondation du Conservatoire d'État de Tbilissi dont il deviendra le recteur de 1926 à 1929 en remplacement de son prédécesseur le compositeur et pédagogue Mikhaïl Ippolitov-Ivanov.
En 1932, il présida l'Union des compositeurs géorgiennes.
En 1950, il reçoit le Prix Staline.
En 1952, le réalisateur soviétique Revaz Tchkheidze participa à la réalisation d'un documentaire sur le compositeur Dimitri Arakichvili avec son ami Tenguiz Abouladze.